# فخرآباد و گلند تاریکی
فخرآباد و گلند تاریکی، روستایی است از توابع بخش مرکزی شهرستان گرگان در استان گلستان ایران.
از جاذبه های، گردشگری این روستا میتوان به جنگل رنگو اشاره کرد.

## جمعیت
این روستا در دهستان انجیرآب قرار داشته و براساس سرشماری سال ۱۳۸۵جمعیت آن ۱٬۳۹۵ نفر (۳۲۵ خانوار) بوده است.